# Vlag van Córdoba (Colombia)

Vlag van Córdoba

De vlag van Córdoba is bestaat uit drie even brede horizontale banen in de kleurencombinatie blauw-wit-groen. De ontwerper van deze driekleur is Abel Arango Wineskin en de vlag werd op 12 december 1951 officieel in gebruik genomen.
De drie kleuren hebben elk een symbolische betekenis. Het (lichte) blauw verwijst naar de rivieren in het Colombiaanse departement Córdoba en naar de Caribische Zee die ten noorden van het gebied ligt. Het wit symboliseert vrede en eendracht en verwijst ook naar de verbouw van katoen. De groene baan staat voor de prairies en de bergen.